# 塔亞娜
塔亞娜（Tayanna，1984年9月29日—），烏克蘭女演員、歌手、作曲家，2008年以女團Hot Chocolate (Горячий Шоколад）成員出道，亦曾於2014及15年參加《烏克蘭好聲音》。原本有機會代表烏克蘭到以色列出賽2019年欧洲歌唱大赛，最後由於國內選拔引發的爭議，烏克蘭國家電視廣播公司宣布棄賽。